# Joep Nicolas

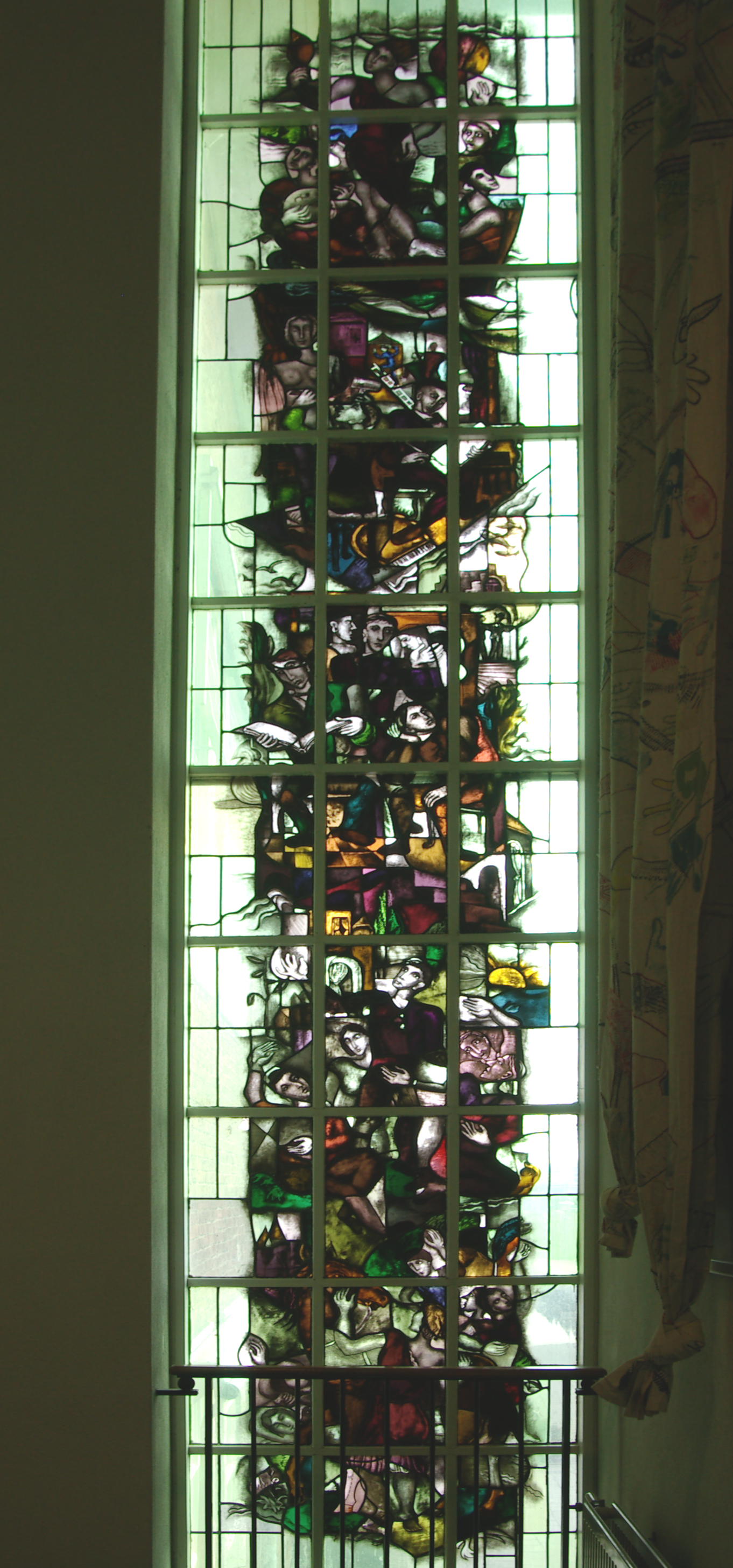
Raam in de trappenhal van de entree van het Lingecollege, Tiel (1930)

Josephus Antonius Hubertus Franciscus (Joep) Nicolas (Roermond, 6 oktober 1897 - Steyl, 25 juli 1972) was een Nederlandse glazenier, kunstschilder en tekenaar. Hij wordt beschouwd als een vernieuwer in de glasschilderkunst in de 20e eeuw. Met Charles Eyck en Henri Jonas was hij een voortrekker van de zo genoemde Limburgse School. 

## Biografie
Nicolas werd geboren in de Lindanusstraat 12 te Roermond. In zijn jonge jaren kreeg hij in de Klas Graafland onderwijs in de schilderkunst. Het vak van glazenier leerde hij in het op de Roermondse Wilhelminasingel gelegen Atelier F. Nicolas en Zonen, dat in 1855 opgericht was door zijn opa Frans Nicolas. Een van zijn eerste opdrachten was het maken van muurschilderingen en twee gebrandschilderde ramen voor de kerk van Asselt (gemeente Swalmen) in 1922. In 1924 trouwde hij met de Belgische beeldhouwster Suzanne Nijs; het paar ging in Groet (Noord-Holland) wonen, waar twee dochters geboren werden. Met zijn Sint-Maartensvenster won hij in 1925 een belangrijke prijs op de Exposition internationale des Arts décoratifs et industriels modernes, in Parijs. 
Daarna kwamen veel opdrachten binnen, vooral voor religieuze glas-in-loodramen en voor ramen in openbare gebouwen. In 1933 keerde Nicolas met zijn gezin vanuit Groet terug naar Roermond. Aan het eind van de jaren dertig ontwierp hij een paar vazen voor de glasfabriek van Leerdam en legde hij zich ook wat meer toe op het schilderen. Van 1939 tot 1958 woonde Nicolas in de Verenigde Staten, waar hij voor 22 kerken ramen maakte. 
Nadat Nicolas terugkwam in Nederland vestigde hij zich met Suzanne in Steyl. In 1955 kreeg hij de opdracht om de ramen voor de Oude Kerk in Delft te maken, waaraan hij in 1958 begon. Deze ramen (het laatste werd geplaatst in 1972) zijn zijn bekendste werk. 
In de jaren zestig kreeg Nicolas niet veel opdrachten meer en werd zijn werk, en de glasschilderkunst in het algemeen, minder gewaardeerd. In 1972 overleed hij. Hij werd begraven op het kerkhof bij de Basiliek van de H.H. Wiro, Plechelmus en Otgerus in Sint-Odiliënberg, waarvoor hij de ramen ontworpen had.
In 1997 is ter gelegenheid van Nicolas' 100ste geboortejaar een gedenksteen onthuld aan de gevel van zijn geboortepand.
Joep Nicolas had een broer, Edmond, die in de jaren 50 succesvol was als de auteur van enkele streekromans.

## Werk
Het werk van Joep Nicolas is expressief, expressionistisch en kleurrijk. De christelijke symboliek speelt een grote rol. Hij beschouwde het lood niet alleen als functioneel, maar ook als onderdeel van de compositie; zo trok hij de loodlijnen soms dwars door personen heen. Sommige van zijn werken zijn abstract. In Amerika wordt zijn werk zakelijker en minder romantisch. 
Nicolas bedacht ook enkele technische vernieuwingen in de glasschilderkunst, onder andere het vermurail (muurglasschildering), grisaille (glasschilderverf) en het gebruik van opaline (dun melkglas). 
Werken van Nicolas bevinden zich onder andere in:
- het hoofdkantoor van de Amstel Brouwerij in Amsterdam, inmiddels verplaatst naar de Heineken brouwerij in 's-HertogenBosch
- de Sint-Agneskerk in Amsterdam
- kerk van Sint-Dionysius de Areopagiet in Asselt
- het stadhuis van Breda
- de Oude Kerk in Delft
- de Nicolaaskerk in Denekamp
- de Sint Franciscuskerk in Groningen
- de Sint-Hubertuskerk in Groot Genhout
- de Sint-Quirinuskerk te Halsteren
- de Heilige Annakerk in Hintham
- de Onze-Lieve-Vrouwekerk in Kortrijk (België)
- de St Jan De Doperkerk in Walsbets-Landen (Belgie)
- het Medisch Centrum Leeuwarden in Leeuwarden
- het trappenhuis van het voormalig Vroom & Dreesmann pand in Leiden
- de Onze-Lieve-Vrouw-van-Lourdeskerk in Maastricht
- de Sint-Odakerk van Melderslo
- kerk van Onze-Lieve-Vrouw van de Zeven Smarten in Molenhoek
- de abdij van Orval (België)
- de Sint-Christoffelkathedraal van Roermond
- het stadhuis van Roermond
- de Basiliek van de H.H. Wiro, Plechelmus en Otgerus van Sint Odiliënberg
- de Sint-Laurentiuskerk van Spaubeek
- de Sint-Martinuskerk in Tegelen
- het trappenhuis van het Lingecollege in Tiel[1]
- het trappenhuis van het Paleis-Raadhuis in Tilburg
- de Noordhoekse kerk in Tilburg (twaalf glas-in-loodramen, 1938-1939)
- de Sint-Pancratiusbasiliek in Tubbergen (gebrandschilderd glas van vijf generaties Nicolas)
- de Sint-Catharinakathedraal van Utrecht (drie koorramen van 1965-1966)
- de Obrechtkerk in de  Jacob  Obrechtstraat Amsterdam
- de Sint Willibrordkerk in Teteringen (Breda)
- de kapel van het voormalige Sint-Ignatiuscollege te Amsterdam
- de bordesruimte van het Raadhuis van Hilversum
- de Sint Martinuskerk van Oud-Zevenaar (1931; op instigatie van Frits van der Meer, destijds als kapelaan aan de parochie verbonden)
- de doopsgezinde kerk in Leeuwarden.

## Afbeeldingen

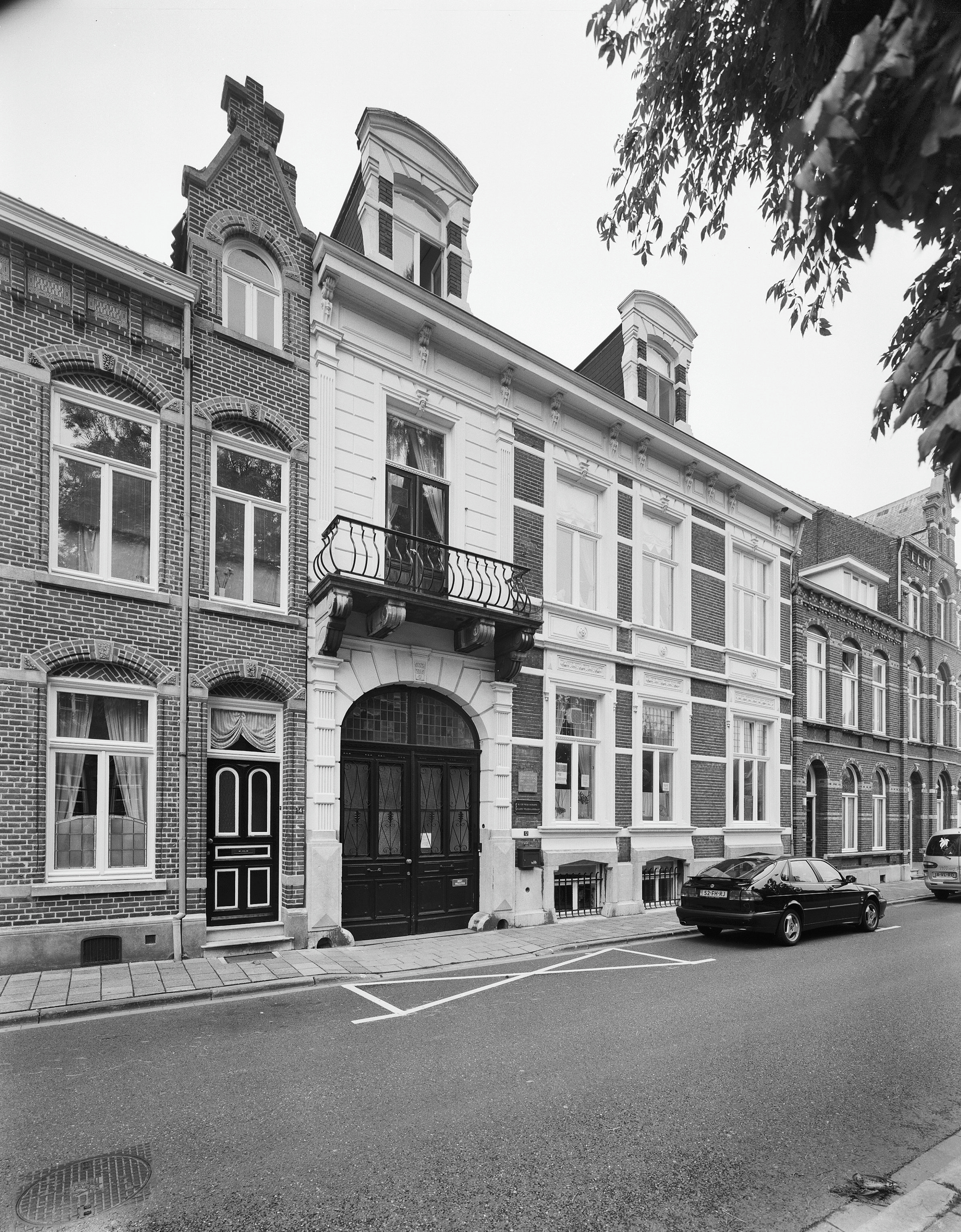
Geboortehuis van Joep Nicolas (Roermond)
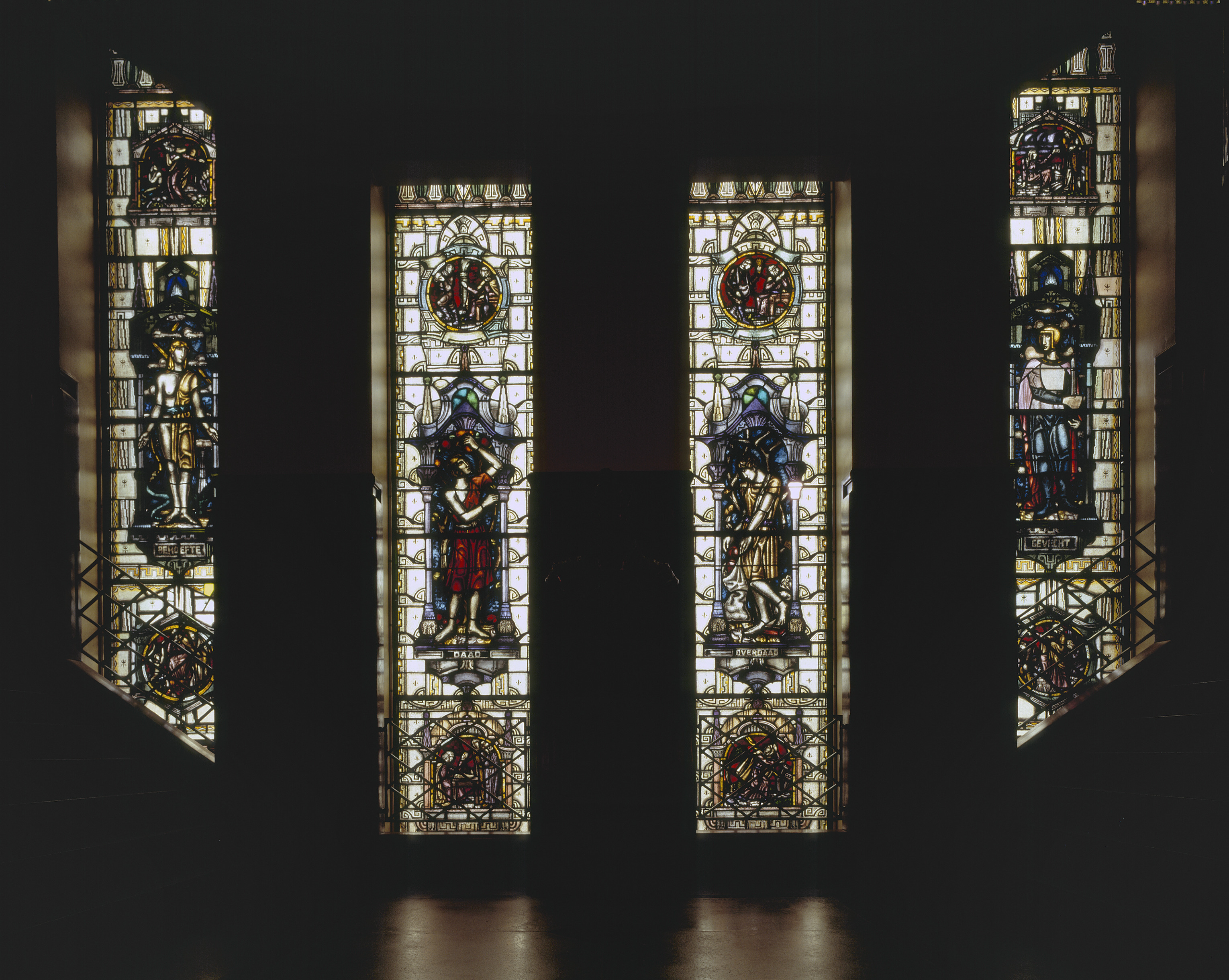
Gebouw De Bazel, Amsterdam
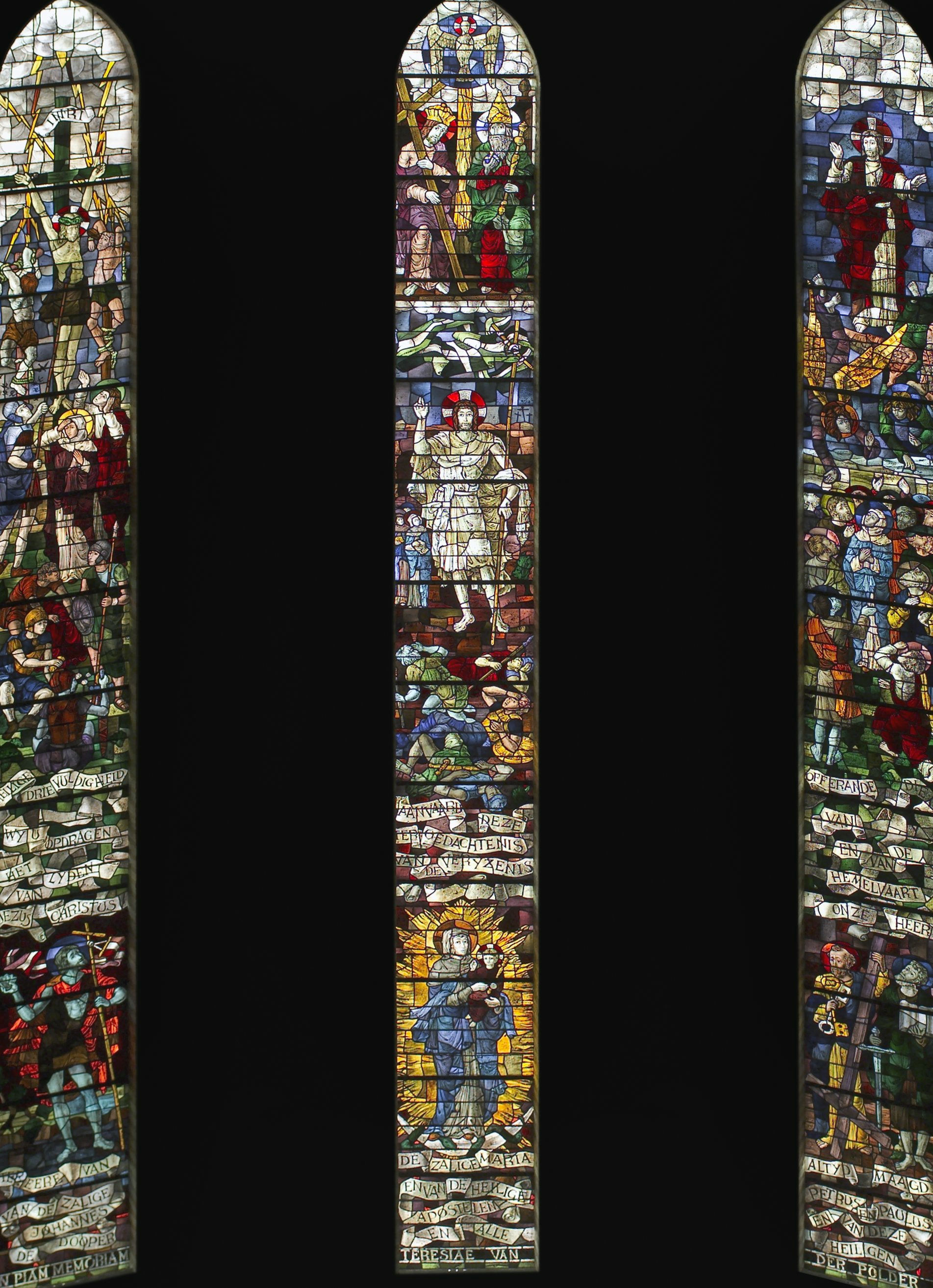
Maria van Jessekerk (Delft)
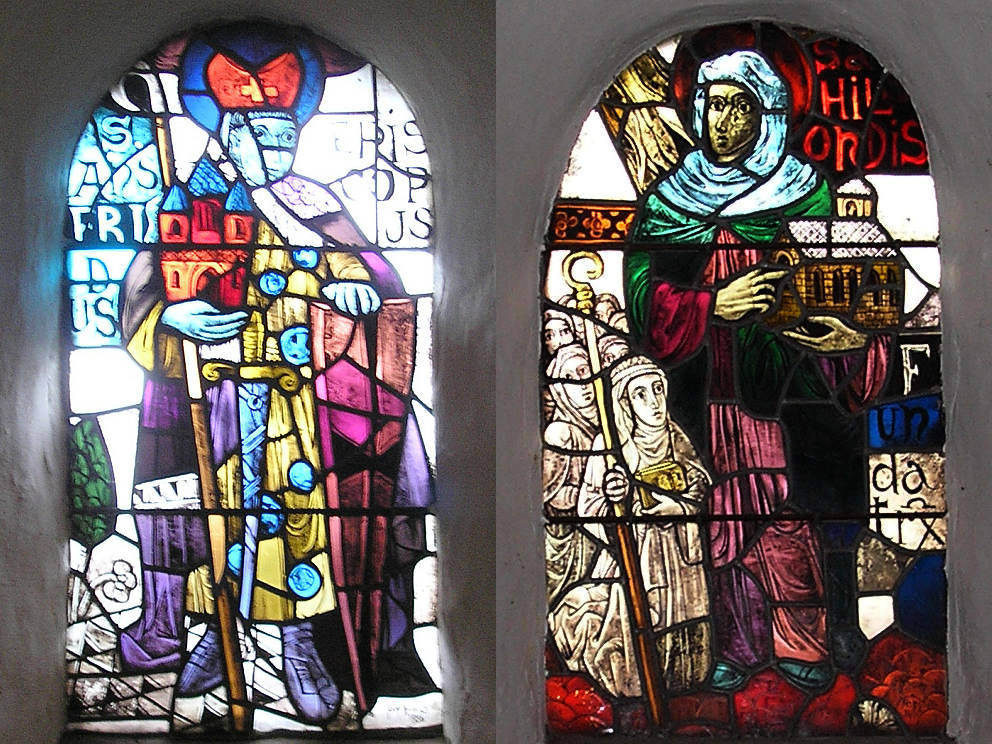
Abdij van Thorn
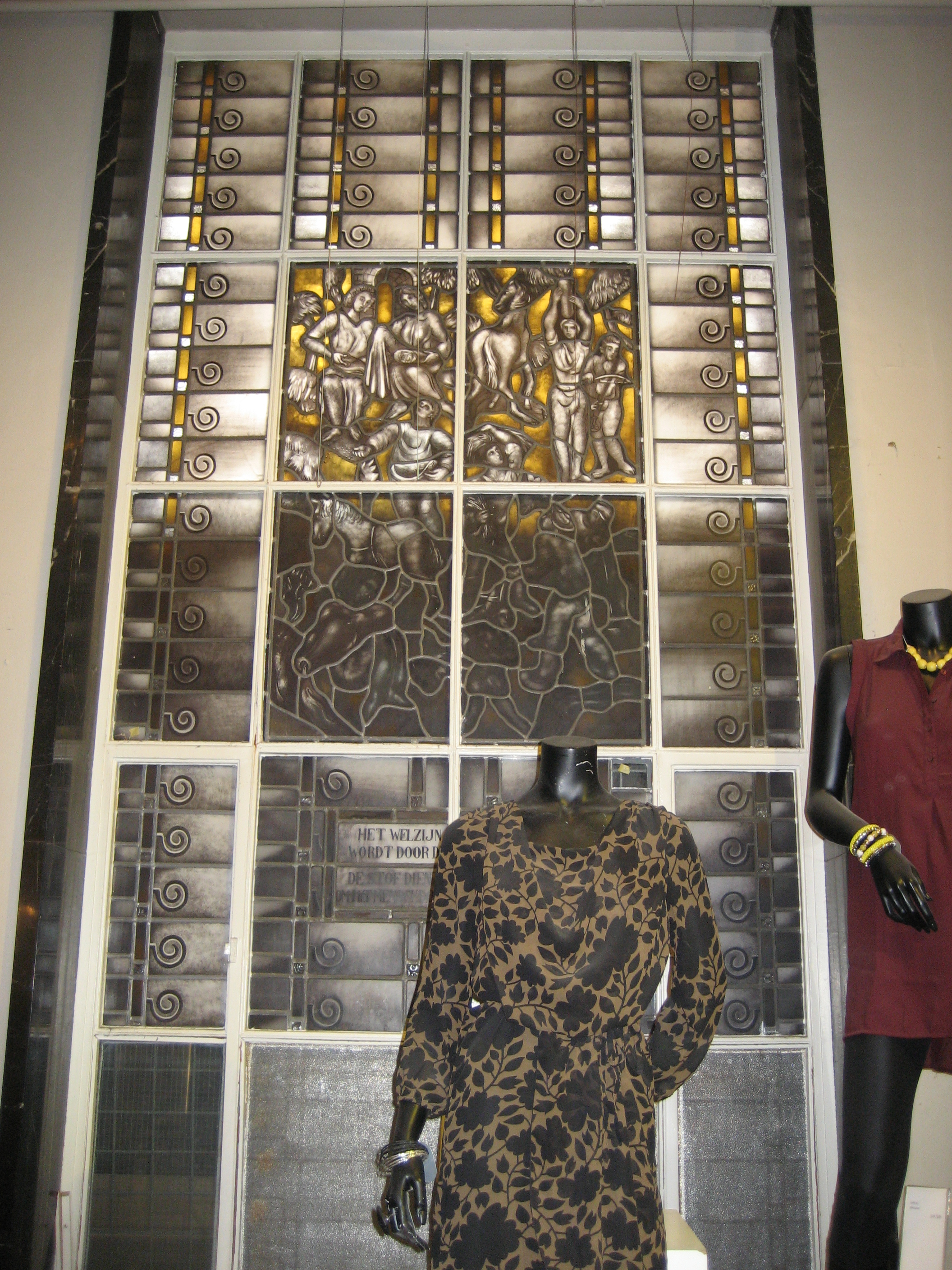
Vroom & Dreesmann (Leiden)